# Unguía
Unguía est une municipalité située dans le département de Chocó, en Colombie.
La municipalité d'Unguía qui a une ouverture sur la mer des Caraïbes, sur le golfe d'Urabá, est située en limite de la frontière avec le Panama.
C'est sur son territoire que fut édifiée en 1510, à une vingtaine de kilomètres au nord du chef-lieu, Santa María la Antigua del Darién (8° 12′ 59″ N, 77° 01′ 58″ O) ; elle fut la toute première cité fondée par des Européens, en l’occurrence des Espagnols, sur la Tierra Firme (terre ferme) du continent sud-américain.